# USバンク・スタジアム

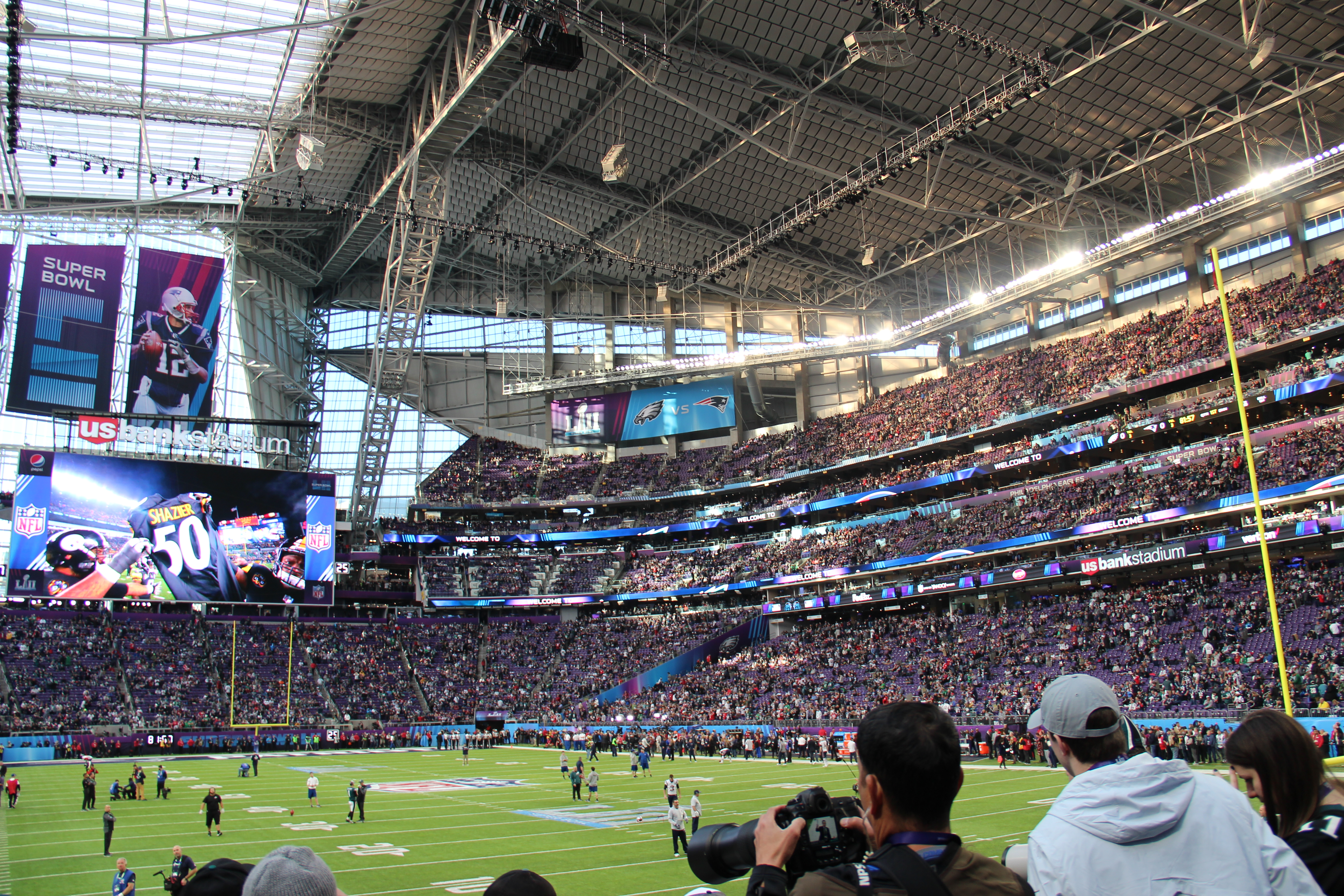
スタジアム内（第52回スーパーボウル）

USバンク・スタジアム（ユーエスバンク・スタジアム、U.S. Bank Stadium）は、アメリカ合衆国ミネソタ州ミネアポリスに位置する多目的屋内スタジアム。ヒューバート・H・ハンフリー・メトロドームの跡地に建設され、2016年7月22日に開場した。ナショナル・フットボール・リーグ（NFL）のミネソタ・バイキングスが本拠地として使用しており、NCAAのミネソタ大学ゴールデンゴファーズの大学野球のアーリーシーズンゲームも開催されている。

## 概要
2013年まで存在したヒューバート・H・ハンフリー・メトロドームを解体後、跡地に建て替えられた。命名権はUSバンクが25年総額2億2000万ドルで契約した。
ミネソタ・バイキングスの本拠地で、メトロドーム解体後は、一時的にミネソタ大学ツインシティー校のTCFバンク・スタジアムを使用していた。
2018年の第52回スーパーボウル、2019年のNCAAファイナルフォーの開催地となった。
メトロドームと同様、野球場としても利用可能であり、ミネソタ大学ゴールデンゴーファーズが2017年シーズンより準ホーム球場として使用している。ただし、他の野球・フットボール兼用スタジアムとは異なり、土部分はピッチャーズプレート近辺のみでありマウンドの大半やベース近傍も人工芝のままである。

## 歴史
2016年7月22日、開場。
2016年8月3日、インターナショナル・チャンピオンズ・カップ 2016としてチェルシーFC対ACミランが開催され、3-1でチェルシーが勝利。
2016年8月19日、ルーク・ブライアンがツアーの一環で、当スタジアム初のコンサートを行う。
2016年8月28日、NFLプレシーズンのバイキングス戦が開催される。
2016年9月18日、NFL公式戦、バイキングス対グリーンベイ・パッカーズ戦が開催され、17-14でバイキングスが勝利。
2018年2月4日、第52回スーパーボウルが開催され、フィラデルフィア・イーグルスがニューイングランド・ペイトリオッツに41-33で勝利。
2026年にはWWE真夏の祭典サマースラムが開催予定

## 主なイベント

### スーパーボウル
| 年度 | 試合                 | 日程         | AFCチーム                          | スコア  | NFCチーム                    | 観客動員数 |
| ---- | -------------------- | ------------ | ---------------------------------- | ------- | ---------------------------- | ---------- |
| 2017 | 第52回スーパーボウル | 2018年2月4日 | ニューイングランド・ペイトリオッツ | 33 - 41 | フィラデルフィア・イーグルス | 67,612     |